# Ideopsis purpurascens
Ideopsis purpurascens är en fjärilsart som beskrevs av Robert Christopher Tytler 1939. Ideopsis purpurascens ingår i släktet Ideopsis och familjen praktfjärilar. Inga underarter finns listade i Catalogue of Life.